# Suharău
Suharău is een Roemeense gemeente in het district Botoșani.
Suharău telt 5239 inwoners.